# Labrundinia virescens
Labrundinia virescens är en tvåvingeart som beskrevs av Beck 1966. Labrundinia virescens ingår i släktet Labrundinia och familjen fjädermyggor. Inga underarter finns listade i Catalogue of Life.